# 道の駅不知火
道の駅不知火（みちのえき しらぬい）は、熊本県宇城市にある国道266号の道の駅である。

## 施設
- 駐車場
  - 普通車：213台
  - 大型車：3台
  - 身障者用：4台
- トイレ
  - 男：大 7器（3器）、小 8器（5器）
  - 女：10器（6器）
  - 身障者用：2器（1器）

（）内は、24時間利用可能
- 公衆電話
- 公衆FAX
  - 物産館
- 喫茶

## 休館日
- 年末年始

## アクセス
- 国道266号 - 登録路線

## 周辺
- 八代海
- 松合出張所